# USS Stockdale (DE-399)
USS Stockdale (DE–399) là một tàu hộ tống khu trục lớp Edsall từng phục vụ cùng Hải quân Hoa Kỳ trong Chiến tranh Thế giới thứ hai. Nó là chiếc tàu chiến thứ hai của Hải quân Hoa Kỳ được đặt cái tên này, nhưng là chiếc duy nhất được đặt theo tên Thiếu úy Hải quân Lewis Stevens Stockdale (1914-1941), người từng phục vụ cùng thiết giáp hạm Oklahoma (BB-37) và đã tử trận trong cuộc Tấn công Trân Châu Cảng vào ngày 7 tháng 12, 1941. Nó đã phục vụ cho đến khi chiến tranh kết thúc, xuất biên chế năm 1947, rồi cuối cùng bị bán để tháo dỡ vào năm 1974. Stockdale được tặng thưởng một Ngôi sao Chiến trận do thành tích phục vụ trong Thế Chiến II.

## Thiết kế và chế tạo
Lớp Edsall có thiết kế hầu như tương tự với lớp Cannon dẫn trước; khác biệt chủ yếu là ở hệ thống động lực Kiểu FMR do được trang bị động cơ diesel Fairbanks-Morse dẫn động qua hộp số giảm tốc đến trục chân vịt. Đây là cấu hình động cơ được áp dụng rộng rãi trên tàu ngầm, được chứng tỏ là có độ tin cậy cao hơn so với lớp Cannon.
Vũ khí trang bị bao gồm ba pháo 3 in (76 mm)/50 cal trên tháp pháo nòng đơn có thể đối hạm hoặc phòng không, một khẩu đội pháo phòng không Bofors 40 mm nòng đôi và tám pháo phòng không Oerlikon 20 mm. Vũ khí chống ngầm bao gồm một dàn súng cối chống tàu ngầm Hedgehog Mk. 10 (có 24 nòng và mang theo 144 quả đạn); hai đường ray Mk. 9 và tám máy phóng K3 Mk. 6 để thả mìn sâu. Con tàu vẫn giữ lại ba ống phóng ngư lôi Mark 15 21 inch (533 mm), và được trang bị radar SC dò tìm không trung và mặt biển. Thủy thủ đoàn đầy đủ bao gồm 186 sĩ quan và thủy thủ.
Stockdale được đặt lườn tại xưởng tàu của hãng Brown Shipbuilding ở Houston, Texas vào ngày 31 tháng 8, 1943. Nó được hạ thủy vào ngày 30 tháng 10, 1943, được đỡ đầu bởi bà L.C. Stockdale, và nhập biên chế cùng Hải quân Hoa Kỳ vào ngày 31 tháng 12, 1943 dưới quyền chỉ huy của Hạm trưởng, Thiếu tá Hải quân Roger Wilson Luther.

## Lịch sử hoạt động
Sau khi hoàn tất việc chạy thử máy huấn luyện tại khu vực Bermuda trong tháng 2, 1944, Stockdale được sửa chữa sau chạy thử máy tại Xưởng hải quân Charleston, Charleston, South Carolina trong tháng 3 trước khi lên đường đi Norfolk, Virginia. Nó được phân về Đội hộ tống 58, rồi khởi hành từ Norfolk vào ngày 24 tháng 3 để hộ tống cho Đoàn tàu UGS-37 vượt Đại Tây Dương để đi sang Bắc Phi. Đoàn tàu, bao gồm 60 tàu buôn và sáu tàu đổ bộ LST, bị những máy bay ném bom Dornier Do 217 và Junkers Ju 88 của Không quân Đức tấn công ngoài khơi Algeria vào ngày 17 tháng 4. Nhờ hỏa lực phòng không từ các tàu hộ tống và chiến thuật thả màn khói ngụy trang, không có chiếc tàu buôn nào bị đánh trúng, nhưng tàu hộ tống khu trục chị em Holder (DE-401) trúng phải ngư lôi và bị hư hại nặng, phải được kéo về cảng. Sau đó, Stockdale còn thực hiệm thêm hai chuyến hộ tống vận tải khứ hồi sang các cảng Địa Trung Hải, và cùng Đoàn tàu GUS-51 quay trở về sau chuyến cuối cùng vào đầu tháng 10.
Từ ngày 22 tháng 10, Stockdale chuyển sang hộ tống cho các đoàn tàu vận tải vượt Bắc Đại Tây Dương; và cho đến khi chiến tranh kết thúc tại Châu Âu, nó đã hoàn tất năm chuyến hộ tống vận tải khứ hồi sang các cảng Anh và Pháp. Hoàn tất chuyến đi sau cùng khi về đến Brooklyn, New York, nó đi vào Xưởng hải quân Brooklyn, nơi nó được sửa chữa đồng thời nâng cấp vũ khí phòng không nhằm chuẩn bị để được điều động sang khu vực Mặt trận Thái Bình Dương. Con tàu tiếp tục đi đến vịnh Guantánamo, Cuba để huấn luyện ôn tập, rồi băng qua kênh đào Panama vào ngày 8 tháng 7, và đi đến Trân Châu Cảng vào ngày 25 tháng 7. Nó vẫn đang huấn luyện tại vùng biển Hawaii khi Nhật Bản chấp nhận đầu hàng vào ngày 15 tháng 8, giúp chấm dứt vĩnh viễn cuộc xung đột.
Lên đường vào ngày 1 tháng 9, Stockdale nằm trong thành phần tháp tùng bảo vệ cho tàu sân bay hộ tống Matanikau để hướng sang Honshū, Nhật Bản. Nó ở lại vùng biển Nhật Bản một thời gian ngắn trước khi chuyển đến Guam và hoạt động như một tàu quan trắc thời tiết. Con tàu lại đi đến khu vực quần đảo Admiralty để hoạt động tìm kiếm những nhân sự mất tích trong chiến tranh, và đi đến Rabaul, New Britain để khảo sát hiệu quả của việc ném bom chiến lược. Con tàu được lệnh quay trở về vùng bờ Đông Hoa Kỳ vào tháng 1, 1946.
Về đến Philadelphia, Pennsylvania vào ngày 11 tháng 2, Stockdale vào xưởng tàu để đại tu nhằm chuẩn bị ngừng hoạt động. Nó được chuyển đến Green Cove Springs, Florida vào ngày 21 tháng 3, rồi được cho xuất biên chế tại đây vào ngày 15 tháng 6, 1946 và được đưa về Hạm đội Dự bị Đại Tây Dương. Con tàu được cho rút tên khỏi danh sách Đăng bạ Hải quân vào ngày 1 tháng 7, 1972, và cuối cùng bị đánh chìm như một mục tiêu ngoài khơi Florida vào ngày 24 tháng 5, 1974.

## Phần thưởng
Stockdale được tặng thưởng một Ngôi sao Chiến trận do thành tích phục vụ trong Thế Chiến II.
|  |             |  |
|  | Bronze star |  |

| Huân chương Chiến dịch Hoa Kỳ                 |                                                                              |                                      |
| Huân chương Chiến dịch Châu Á-Thái Bình Dương | Huân chương Chiến dịch Châu Âu-Châu Phi-Trung Đông với 1 Ngôi sao Chiến trận | Huân chương Chiến thắng Thế Chiến II |